# Rikuto Tamai
Rikuto Tamai (玉井陸斗?, Tamai Rikuto; 11 settembre 2006) è un tuffatore giapponese.

## Biografia
Ha esordito giovanissimo in nazionale. All'età di 14 anni si è classificato ottavo nella finale della Coppa del mondo di tuffi di Tokyo 2021 vinta dal britannico Tom Daley. Il risultato gli ha garantito la qualificazione ai Giochi olimpici organizzati dal Paese nipponico, dove si è piazzato settimo nella piattaforma 10 metri.

## Palmarès
| Anno | Manifestazione  | Sede     | Evento          | Risultato | Prestazione | Note |
| ---- | --------------- | -------- | --------------- | --------- | ----------- | ---- |
| 2021 | Coppa del Mondo | Tokyo    | Piattaforma 10m | 8º        | 424,00 p.   |      |
| 2021 | Giochi olimpici | Tokyo    | Piattaforma 10m | 7º        | 431,95 p.   |      |
| 2022 | Mondiali        | Budapest | Piattaforma 10m | Argento   | 488,00 p.   |      |
| 2024 | Giochi olimpici | Parigi   | Piattaforma 10m | Argento   | 507,65 p.   |      |